# Linguistique structurale
 (novembre 2015).
La linguistique structurale est une approche de la linguistique issue des travaux du linguiste suisse Ferdinand de Saussure et fait partie de l'approche générale du structuralisme. Le Cours de linguistique générale de Saussure, publié à titre posthume en 1916, mettait l'accent sur l'étude du langage comme système statique d'unités interconnectées. C'est pour cette raison que Saussure est considéré comme le père de la linguistique moderne, pour avoir amené la transition entre l'analyse (historique) diachronique et l'analyse (non historique)  synchronique, mais aussi pour avoir introduit plusieurs dimensions basiques de l'analyse sémiotique, encore importantes aujourd'hui, comme l'analyse syntagmatique et l'analyse paradigmatique (ou encore appelées « associations » par Saussure).
La linguistique structurale implique donc de rassembler des corpus d'énoncés puis de tenter de classer tous les éléments du corpus selon leurs différents niveaux linguistiques : les phonèmes, les morphèmes, la catégorie grammaticale, les locutions nominales, les locutions verbales, et les types de phrases. L'une des méthodes principales utilisées par Saussure était l'analyse syntagmatique et l'analyse paradigmatique qui définissent respectivement les unités syntaxiquement et lexicalement, selon leur opposition avec les autres unités dans le système. 

## Histoire
La linguistique structurale a débuté avec la publication posthume du « Cours de linguistique générale » de Ferdinand de Saussure en 1916, dressé par ses étudiants à partir de ses cours. L'ouvrage s'est révélé être d'une grande influence et a servi de base à la linguistique moderne tout comme à la sémiotique.  
Après Saussure, l'histoire de la linguistique structurelle se sépare en deux branches. D'abord, aux États-Unis, la lecture des cours de Saussure par Leonard Bloomfield s'est avérée être très influente, provoquant la phase bloomfieldienne en linguistique américaine, du milieu des années 1930 jusqu’au milieu des années 1950. Bloomfield a « mis dans un même panier » toutes les questions de sémantique et de sens, jugeant qu'on ne pouvait pas y répondre, et a encouragé une approche mécaniste de la linguistique. Le paradigme de la linguistique bloomfieldienne en linguistique américaine s'est vu remplacé par le paradigme de la grammaire générative avec la publication de Structures syntaxiques par Noam Chomsky en 1957.
D'autre part, en Europe, Saussure a influencé le cercle linguistique de Prague de Roman Jakobson et Nikolaï Sergueïevitch Troubetskoï, dont les travaux se révèleront extrêmement influents, tout particulièrement pour la phonologie et pour le cercle de Copenhague de Louis Hjelmslev. En Europe, la linguistique structurale a également eu une influence sur d'autres disciplines, comme l'anthropologie, la psychanalyse et le marxisme, et a permis le développement du mouvement connu sous le nom de structuralisme.
Les linguistes qui ont publié des articles sur le structuralisme comprennent : Leonard Bloomfield, Charles F. Hockett, John Lyons, R. H. Robins, Otto Jespersen, Émile Benveniste, Edward Sapir, André Martinet, Thomas Givon, F. R. Palmer, Ferenc Klefer, Robert D. Van Valin, Louis Hjelmslev, et Ariel Shisha-Halevy.

## Théories de base et méthodes
Le « signe » est le fondement de la linguistique structurale, et comprend deux composants : un « signifié » est une idée ou un concept, le  « signifiant » est un moyen d'exprimer le signifié. Le « signe » est donc la combinaison du signifiant et du signifié. Les signes ne peuvent être définis que par opposition avec d'autres signes, ce qui forme la base de ce qui plus tard deviendra la dimension paradigmatique de l'organisation sémiotique (c'est-à-dire la collection de termes ou entités qui s'opposent). Cette idée se démarquait radicalement de l'idée que les signes peuvent être étudiés en les isolants du langage, et concordait avec l'argument de Saussure de l'obligation d'un traitement synchronique du langage par la linguistique. 
Les relations paradigmatiques sont présentes entre des ensembles d'unités qui (selon les interprétations saussuriennes les plus anciennes) existent dans l'esprit, comme l'ensemble distinct phonologiquement par sa variation dans le son initial « mec, bec, sec, chèque », ou l'ensemble distinct morphologiquement « mange, mangé, mangeant ». Les unités d'un ensemble doivent avoir quelque chose en commun, mais elles doivent dans le même temps être différentes les unes des autres pour être distinguées et ne pas être fondues en une seule unité, ce qui ne constituerait pas un ensemble en soi, un ensemble étant toujours composé de plus d'une unité. Les relations syntagmatiques, en revanche, s'intéressent à la façon dont les unités, une fois sélectionnées depuis leur ensemble paradigmatique d'oppositions, sont « enchaînées » ensemble en entiers structuraux. Ces dimensions, fondamentales pour toute organisation linguistique et sémiotique, sont souvent confondues avec d'autres dimensions qui ont un lien avec elles, mais qui sont distinctes.  Des exemples notables de cette confusion incluent la confusion entre les relations paradigmatiques et spatiales, et entre les relations syntagmatiques et temporelles. Pour cette dernière confusion, par exemple, le fait qu'en langue parlée les unités syntagmatiques viennent « les unes après les autres » est interprété à tort comme une relation temporelle plutôt que comme la relation structurelle abstraite qu'elle est véritablement. Ainsi, en langue écrite, les unités syntagmatiques sont organisées de manière séquentielle spatiale et non pas temporelle. Ces combinaisons peuvent être assez trompeuses et doivent être observées attentivement lors de la lecture de textes prétendant utiliser des méthodes saussuriennes ou sémiotiques. 
Une autre confusion courante est l'idée que les relations syntagmatiques, qui sont supposées se produire dans le temps, seraient ancrées dans l'énoncé, et seraient considérées comme diachroniques (confusion entre syntagmatique et historique) ou comme faisant partie de la parole (« énoncé de tous les jours » : confondre le syntagmatique avec la performance et le comportement, et le séparer du système linguistique), ou les deux réunis. Les organisations paradigmatiques comme syntagmatiques font partie du système abstrait du langage de la « langue » (un idéal abstrait et Platonicien). Les différentes théories linguistiques accordent une importance différente à l'étude de ces dimensions : toutes les théories structurales et génératives, par exemple, recherchent d'abord la caractérisation de la dimension syntagmatique du système langagier (la syntaxe), alors que les approches fonctionnelles, comme la linguistique systémique se concentre sur le paradigmatique. Ces deux dimensions doivent cependant être prises en compte de manière appropriée.
Les relations syntagmatiques et paradigmatiques offrent au linguiste structuraliste un outil de catégorisation pour la phonologie, la morphologie et la syntaxe. Avec l'exemple de la morphologie, les signes « cat » et « cats »  (« chat » et « chats ») sont associés dans l'esprit, et produisent un paradigme abstrait des formes du mot « cat ». En les comparants avec d'autres paradigmes de formes d'un mot, il est possible de remarquer qu'en anglais le pluriel ne consiste souvent qu'à ajouter un « s » à la fin du mot.  De même, grâce à une analyse paradigmatique et syntagmatique, il est possible de découvrir la syntaxe des phrases. Par exemple, en comparant le syntagme « je dois » et « dois-je ? », on peut se rendre compte qu'en français, intervertir les unités suffit à transformer une affirmation en question. La preuve syntagmatique (la différence dans la configuration structurelle) sert d'indicateur pour les relations paradigmatiques (c'est-à-dire, dans l'exemple précédent, les questions avec les affirmations). La relation la plus détaillée entre une organisation paradigmatique du langage comme modèle et classificatrice des configurations syntagmatiques est celle qui s'opère dans l'organisation systémique et reliée de la grammaire systémique fonctionnelle, où les relations paradigmatiques et les configurations syntagmatiques ont chacune leur propre formalisation, liées par des contraintes de réalisation. Les formalismes linguistiques modernes qui fonctionnent en termes de traits de signes linguistiques, comme la Head-driven phrase structure grammar (grammaire syntagmatique guidée par les têtes), qui commence également à faire apparaître un niveau explicite d'organisation paradigmatique.
Saussure a développé la linguistique structurale avec une vision idéalisée du langage en partie parce qu'il savait qu'il était impossible en son temps de comprendre tout à fait comment le cerveau et l'esprit humain créent le langage et quelle est leur relation avec le langage : 
Saussure s'est mis à modeler le langage en termes purement linguistiques, libre de toute psychologie, sociologie, ou anthropologie. Autrement dit, l'intention de Saussure était précisément de ne pas expliquer le fonctionnement du cerveau lorsqu'on comprend un mot ou lorsqu'on forme une phrase. [...] Saussure essayait ne pas faire l'analyse psychologique de la linguistique.

## Réception récente
La linguistique structurale est aujourd'hui considérée comme obsolète par quelques linguistes tenants de la linguistique cognitive ou de la linguistique générative. Jan Koster déclare ainsi : « Saussure, considéré comme le linguiste le plus important du siècle en Europe jusqu'aux années 1950, ne joue qu'un rôle dérisoire dans la pensée actuelle de la théorie du langage, » alors que le linguiste cognitif Mark Turner rapporte qu'un grand nombre des concepts de Saussure étaient « erronés sur une grande échelle » et Norman N. Holland remarque que « Les opinions de Saussure ne sont pas partagées, autant que je sache, par les linguistes modernes, mais uniquement par les critiques littéraires, les lacaniens, et un petit nombre de philosophes ; » d'autres ont également émis des observations similaires,.
Le linguiste Noam Chomsky maintenait que la linguistique structurale était valable pour les questions de phonologie et de morphologie, parce que ces deux domaines comprennent un nombre fini d'unités pouvant être répertoriées par le linguiste. Cependant, il ne croyait pas que la linguistique structurale seule soit suffisante pour expliquer la syntaxe, en déduisant qu'un nombre infini de phrases pouvaient être prononcées, et qu'une liste complète ne pouvait être créée. Pour pallier cela, il proposa que le travail du linguiste consiste à créer un petit recueil de règles pouvant générer toutes les phrases d'un langage, et rien que ces phrases. Les critiques de Chomsky l'ont mené à la création de la grammaire générative. 
Une des objections principales formulée par Chomsky reposait dans l'inadéquation de l’explication des phrases complexes et/ou ambiguës.  Comme indiqué par Searle : ... « John is easy to please » (John est facile à satisfaire) et « John is eager to please » (John est désireux de satisfaire/faire plaisir) ont en apparence exactement la même structure grammaticale. Chacune de ces phrases est une séquence de nom-copule-adjectif-verbe à l'infinitif. Mais malgré leur similitude apparente, ces deux phrases comportent une grammaire très différente. Dans la première phrase, même si ce n'est pas visible au vu de l'ordre des mots, « John » a la fonction d'objet direct du verbe « to please » (satisfaire), et la phrase a donc le sens de : il est facile pour quelqu'un de satisfaire John. Dans la deuxième cependant, « John » a la fonction de sujet du verbe « to please », et la phrase veut dire : John a le désir de satisfaire quelqu'un. La différence dans la syntaxe des phrases apparaît clairement dans le fait que l'anglais permette de former la phrase nominale « Le désir qu’a John à satisfaire » à partir de la deuxième, mais pas « Le désir qu’a John à satisfaire » à partir de la première. Il n'existe pas de moyen d'expliquer ces faits à travers les hypothèses structuralistes.
Plusieurs des idées de Saussure ont commencé à faire l'objet de critiques acerbes vers la fin du XXe siècle. En 1972, Chomsky a décrit la linguistique structurale comme une « conception appauvrie et totalement inadéquate du langage, » alors qu'en 1984, Mitchell Marcus a déclaré que la linguistique structurale était « fondamentalement inappropriée pour traiter l'intégralité du langage naturel [et de plus n'était] appliquée par aucun chercheur actuel, à ma connaissance. » Holland a écrit qu'il était largement admis que Chomsky avait « résolument contesté Saussure. [...] La plupart des travaux de Chomsky ne sont pas acceptés par les autres linguistes [et] je ne prétends pas que Chomsky ait raison, seulement que Chomsky a prouvé que Saussure avait tort. Les linguistes qui rejettent Chomsky prétendent aller plus loin que Chomsky, ou s'en tiennent à la grammaire structurale de la phrase. Ce n'est pas un retour à Saussure. »
Tout le monde ne partage pas l'opinion pessimiste tenue par Holland sur l'influence de Saussure en linguistique contemporaine. En 2012, Gilbert Lazard a rejeté l'approche chomskienne comme relevant du passé tout en applaudissant le retour au structuralisme Saussurien comme étant la seule façon pour la linguistique de devenir plus scientifique.  Matthews (2001) remarque l'existence de beaucoup de « linguistes qui sont structuralistes au vu de plusieurs des définitions qu'ils ont proposé, mais qui eux-mêmes rejetteraient vigoureusement ce rattachement », ce qui suggère qu'en fin de compte, le paradigme structuraliste n'a jamais vraiment disparu.  Peu de linguistes rejettent totalement le schéma structuraliste du langage comme système hiérarchique d'abstractions doté de règles distinctes de distribution et comme programmes de recherche.

## Influence sur la philosophie
Dans les années 1950, les idées de Saussure ont été adoptées par des personnalités célèbres de la philosophie continentale, et ensuite empruntées en théorie littéraire, où elles sont utilisées pour l'interprétation de romans et d'autres textes. Cependant, plusieurs détracteurs ont dénoncé le fait que les idées de Saussure aient été mal comprises ou déformées délibérément par les philosophes continentaux ou les théoriciens littéraires et ne sont certainement pas directement applicables au niveau textuel, que Saussure aurait certainement rattaché à la parole, et donc hors-champ de ses constructions théoriques,. Par exemple, Searle maintient qu’en développant sa méthode de déconstruction, Jacques Derrida a apporté une modification à un des concepts clés de Saussure : « La déclaration correcte qui affirme que les éléments d'un langage ne fonctionnent comme éléments qu'à cause de leurs différences est transformée et devient une  fausse déclaration qui dit que les éléments [...] sont « constitués sur » (Derrida) les « traces » de ces autres éléments. »